# Beautiful day (Gare du Nord)
Beautiful day is een single van Gare du Nord. Het is afkomstig van hun albums Sex 'n' jazz en Jazz in the city. In lied zong Alberti soms woordloos met de blaaspartij mee. De single werd geen succes want haalde noch de Single top 100 of de Nederlandse top 40. Gare nu Nord kreeg in België in het geheel geen hits. Het nummer past meer in de jazztraditie dan in de popmuziek.

## Luisteraarsfavorieten

### Zwarte Lijst
Luisteraars van NPO Radio 6 kozen het jaar op jaar in hun stemming voor de Zwarte Lijst:
- 2015: 163
- 2014: 355
- 2013: 138
- 2012: 322
- 2011: 139
- 2010: geen notering

### NPO Radio 2 Top 2000
Het wist na jaren eenmaal deze lijst te halen, die ook aan de hand van stemmingen door luisteraars wordt bepaald.
Beautiful day stond alleen in 2014 in de NPO Radio 2 Top 2000, op plek 1762.